# Бистшиця (Люблінський повіт)
Бистшиця (пол. Bystrzyca) — село в Польщі, у гміні Вулька Люблінського повіту Люблінського воєводства.
Населення — 467 осіб (2011).
У 1975-1998 роках село належало до Люблінського воєводства.

## Демографія
Демографічна структура станом на 31 березня 2011 року:
|          | Загалом | Допрацездатний вік | Працездатний вік | Постпрацездатний вік |
| -------- | ------- | ------------------ | ---------------- | -------------------- |
| Чоловіки | 235     | 81                 | 133              | 21                   |
| Жінки    | 232     | 52                 | 126              | 54                   |
| Разом    | 467     | 133                | 259              | 75                   |